# Tomás Pochettino
Tomás Pochettino (Rafaela, 1º febbraio 1996) è un calciatore argentino, centrocampista del Fortaleza.

## Caratteristiche tecniche
È un mediano.

## Carriera
Cresciuto nelle giovanili del Boca Juniors, ha esordito l'8 novembre 2015 in occasione del match perso 3-1 contro il Rosario Central.

## Statistiche

### Presenze e reti nei club
Statistiche aggiornate al 9 giugno 2023.
| Stagione                  | Squadra                   | Campionato                | Campionato | Campionato | Coppe nazionali | Coppe nazionali | Coppe nazionali | Coppe continentali | Coppe continentali | Coppe continentali | Altre coppe | Altre coppe | Altre coppe | Totale | Totale | Totale |
| Stagione                  | Squadra                   | Comp                      | Pres       | Reti       | Comp            | Pres            | Reti            | Comp               | Pres               | Reti               | Comp        | Pres        | Reti        | Pres   | Reti   |        |
| ------------------------- | ------------------------- | ------------------------- | ---------- | ---------- | --------------- | --------------- | --------------- | ------------------ | ------------------ | ------------------ | ----------- | ----------- | ----------- | ------ | ------ | ------ |
| 2015                      | Boca Juniors              | PD                        | 1          | 0          | CA              | 0               | 0               |                    | -                  | -                  |             | -           | -           | 1      | 0      |        |
| 2016                      | Defensa y Justicia        | PD                        | 9          | 0          | CA              | 2               | 0               |                    | -                  | -                  |             | -           | -           | 11     | 0      |        |
| 2016-2017                 | Defensa y Justicia        | PD                        | 19         | 3          | CA              | 1               | 0               | CS                 | 1                  | 0                  |             | -           | -           | 21     | 3      |        |
| 2017-2018                 | Defensa y Justicia        | PD                        | 16         | 1          | CA              | 1               | 0               | CS                 | 2                  | 0                  |             | -           | -           | 19     | 1      |        |
| Totale Defensa y Justicia | Totale Defensa y Justicia | Totale Defensa y Justicia | 44         | 4          |                 | 4               | 0               |                    | 3                  | 0                  |             | -           | -           | 51     | 4      |        |
| 2017-2018                 | Talleres (C)              |                           | -          | -          | CA              | 2               | 0               |                    | -                  | -                  |             | -           | -           | 2      | 0      |        |
| 2018-2019                 | Talleres (C)              | PD                        | 19         | 0          | CA+CdL          | 3+4             | 0+1             | CL                 | 4                  | 1                  |             | -           | -           | 30     | 2      |        |
| 2019-2020                 | Talleres (C)              | PD                        | 16         | 1          | CA+CdL          | 0+1             | 0               |                    | -                  | -                  |             | -           | -           | 28     | 1      |        |
| 2020                      | Talleres (C)              | PD                        | 16         | 1          | CdL             | 11              | 0               |                    | -                  | -                  |             | -           | -           | 28     | 1      |        |
| Totale Talleres           | Totale Talleres           | Totale Talleres           | 35         | 1          |                 | 21              | 1               |                    | 4                  | 1                  |             | -           | -           | 60     | 3      |        |
| 2021                      | Austin FC                 | MLS                       | 31         | 2          |                 | -               | -               |                    | -                  | -                  |             | -           | -           | 31     | 2      |        |
| 2022                      | River Plate               | PD                        | 10         | 0          | CA+CdL          | 1+10            | 0+1             | CL                 | 3                  | 0                  |             | -           | -           | 24     | 1      |        |
| 2023                      | Fortaleza                 | PD/CE+A                   | 7+9        | 1+1        | CB              | 4               | 0               | CL+CS              | 5+4                | 2+0                | CdN         | 6           | 0           | 35     | 4      |        |
| Totale carriera           | Totale carriera           | Totale carriera           | 137        | 3          |                 | 40              | 2               |                    | 19                 | 3                  |             | 6           | 0           | 202    | 8      |        |

## Palmarès

### Club

#### Competizioni nazionali
- Campionato argentino: 1

Boca Juniors: 2015

#### Competizioni statali
- Campionato Cearense: 1

Fortaleza: 2023

#### Competizioni regionali
- Copa do Nordeste: 1

Fortaleza: 2024